# Кочовики Європи

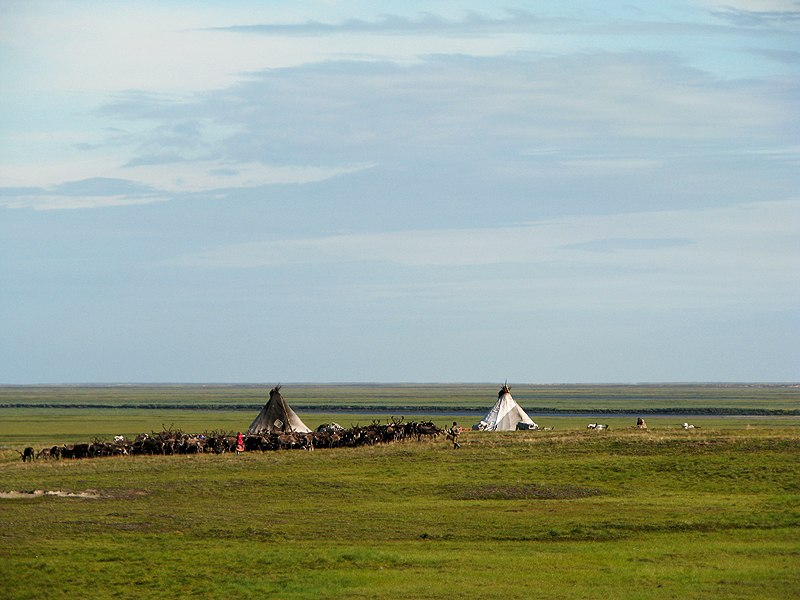
Ненці

Справжнє кочування рідко практикувалося в Європі в сучасний період, обмежуючись окраїнами континенту, зокрема арктичними народами, такими як (традиційно) напівкочовий народ саамі на півночі Скандинавії або ненці в Ненецькому автономному окрузі Росії. У давнину та раннє середньовіччя євразійські кочівники домінували у східних степових районах Європи, наприклад скіфи, гуни, авари, печеніги, половці або калмики в російській Калмикії.
Історично, принаймні до Раннього Середньовіччя, кочові групи були набагато поширенішими, особливо в Понтійському степу Східної Європи (частина Європи в сучасному географічному визначенні, але як частина Євразійського степу, історично вважалася частиною Азійської Скіфії). Останні кочові популяції цього регіону (такі як калмики, ногайці, казахи та башкири) стали переважно осілими в період раннього Нового часу за Російської імперії. Сезонна міграція на невеликі відстані відома як трансгуманція (наприклад, в Альпах або волахи на Балканах) і зазвичай не вважається кочівництвом.[джерело?]
Іноді також називають «кочовим» (у переносному чи розширеному значенні) мандрівний спосіб життя різних груп, які живуть ремеслом або торгівлею, а не скотарством. Роми та ірландські мандрівники є найвідомішими з них.